# Tambour de Ngọc Lũ
Le tambour Ngọc Lũ  est considéré comme l'un des objets les plus importants de la culture Dong Son de l'âge du bronze vietnamien, une civilisation qui a prospéré vers les IIe et IIIe siècles av. J.-C. dans le delta du fleuve Rouge. Le haut niveau d'importance accordée à cette œuvre par les historiens et les archéologues est notamment dû à son bon état de préservation, et à son décor particulièrement riche. Ce tambour métallique a été accidentellement découvert en 1893 dans la province de Ha Nam, au sud-est de Hanoï, et non dans un chantier de fouille archéologique. 
Il est conservé à Hanoï au Musée national d'histoire vietnamienne.

## Facture

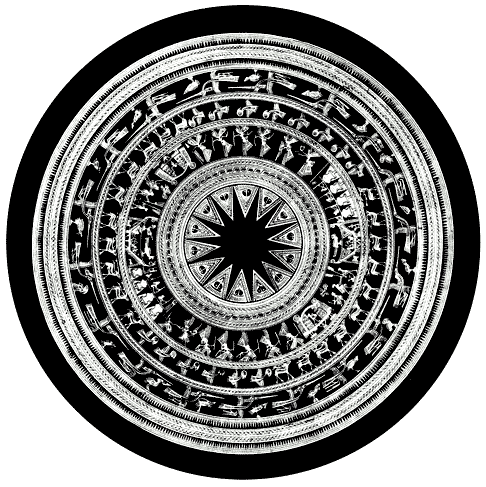
Partie supérieure du tambour de Ngọc Lũ

Contrairement à la plupart des autres tambours Dong Son, le tympanum métallique de ce tambour est orné de trois zones en anneaux concentriques, où sont mis en scène des animaux ou des humains, entrelacés avec des groupes de modèles géométriques ou arrondis. La partie centrale est un auto-référencement au tambour, car elle est décorée de dessins d'hommes semblant effectuer une cérémonie où interviennent les tambours eux-mêmes. D’autres instruments de musique, ainsi que des travaux dans les rizières sont également figurés. Les deux cercles les plus extérieurs sont décorés de scènes représentant des chevreuils, des calaos et des grues à aigrettes. Le panneau intérieur comporte deux fois la même scène, avec de petites variations.

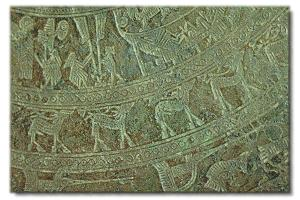
Détail du motif : Cercle d'oiseaux (en bas), puis de chevreuils (au milieu), puis de personnages : deux battent du riz, tandis qu'un autre effraye un oiseau (en haut à gauche)

Ces scènes ont été l'objet de multiples interprétations, mais un motif principal est celui d'une rangée de personnages qui semblent masculins. Ils portent des ornements de plumes, et semblent dirigés par un homme qui tient une lance dirigée vers le sol. Derrière lui se trouvent cinq autres hommes, dont au moins deux semblent jouer des instruments de musique. L’un semble jouer du khen et un autre des cymbales ou des cloches, tandis qu’un troisième tient un objet qui pourrait être une baguette (dans sa main gauche). Les hommes portent une sorte de pagne et une coiffure haute faite de plumes, qui comprend une forme de tête d’oiseau. Devant le premier homme de la file, il y a une sorte de structure (maison ? temple ?) sur des pilotis de bois, où un personnage portant un pagne, mais sans coiffure à plumes, sonne des gongs. De l'autre côté du bâtiment se trouvent trois autres personnages sans coiffures, deux avec les cheveux longs et une autre avec une sorte de chignon. Deux d'entre eux sont en train de battre du riz avec un pilon orné de plumes, tandis que l'autre effraye un calao. Derrière eux se trouve une maison, avec des poteaux à angle aigu, décorés de ce qui semble être des plumes ou des banderoles. Les extrémités des pignons sont décorés de « têtes d'oiseaux ». Trois personnes sont représentées dans la maison, peut-être en train de jouer des instruments de percussion. Il y a aussi une scène où un personnage debout et trois autres assise brandissent de longues perches qu'ils semblent utiliser pour frapper une rangée de fûts placés devant eux.
Cette scène est répétée avec quelques variations. Dans une scène, les fûts sont tous de même taille, tandis que dans l'autre leurs tailles sont différentes. Un percussionniste utilise un instrument pour frapper, tandis que l'autre en utilise deux dans chaque main. Il existe d'autres variantes de cette scène avec percussionnistes assis et debout. Les hommes à plumes contrastent avec ceux qui sont représentés dans la maison, qui ne portent pas de plumes dans les cheveux et semblent être des femmes.
La décoration du fût du tambour représente des guerriers ornés de plumes dans une procession de pirogues décorées. Des têtes d’oiseaux décorent leur proue, poupes et même sur le gouvernail.
Les archéologues s'accordent à dire que ces scènes pourraient représenter une fête ou une sorte de rituel, où les musiciens pourraient faire partie d'un cortège.